# Костёл Святого Иоанна Крестителя (Снов)
Костёл Святого Иоанна Крестителя (бел. Касцёл Святога Яна Хрысціцеля) — каменный костёл в агрогородке Снове Несвижского района Минской области, памятник архитектуры барокко.

## История
Приход существует с 1650 года. Приходской костёл был построен в 1760 году из кирпича в стиле барокко на средства Яна Христиана Рдултовского. Снаружи оштукатурен. Метрические книги велись с 1841 года. В 1866 году он был перестроен и освящен в приходскую православную Спасо-Преображенскую церковь, капитально отреставрированную в 1884 году. Костёл в Снове был перестроен в 1921 году. После Великой Отечественной войны находился в полуразрушенном состоянии.
Храм передан верующим в 1991 году и восстановлен в 1994 году.

## Архитектура
Костёл стоит в центре агрогородка Снов на Несвижской улице, с некоторым отступом от линии застройки улицы, обращён главным фасадом на улицу.
Храм в плане представляет собой вытянутый прямоугольник, который завершается полуциркульной апсидой в восточном торце. На противоположном западном (главном) фасаде по бокам выступают прямоугольные части — основы башен. Храм накрыт двухскатной крышей, апсида полусферическая. Главный фасад храма имеет двухбашенную отделку, решённую в традиционных приёмах барокко: плоскость фасада разделена по вертикали на три части: центральную и две боковые. Центральная в три раза шире боковых, соответствует основному объёму (в пределах стен храма), узкие боковые части соответствуют объёмам башен, выступающих за стены храма.
Центральную часть фасада выделяют две пилястры дорического ордера, в центре между ними находится парадный вход в церковь. У входа (за пилястрами) расположены две ниши, в которых установлены скульптурные изображения апостолов Иоанна и Павла. Над входом и над нишами (на втором этаже главного фасада) расположены три оконных проёма с арочными навершиями. Между проёмами пилястр дорического ордера. Узкие боковые части фасада обрамлены дорическими пилястрами, а второй этаж имеет оконные проёмы.
По главному фасаду над пилястрами проходит широкий антаблемент, который делит фасадную стену на две части: нижнюю (широкую с пилястрами) и верхнюю — завершение храма.
Боковые вертикальные части фасада заканчиваются двухъярусными башнями, а центральная часть завершается широкой аттиковой стеной. В центре аттика расположен двухъярусный фронтон с полукруглыми стенами в стиле барокко. Верхние части башен имеют довольно высокие полые шатровые крыши.
Боковые фасады церкви также имеют трехчастную структуру, решенную асимметрично. Доминантной частью являются стороны башни с шатровым навершием, нижние стены основного объёма храма. Композицию завершает цилиндрическая апсида с боковой ризницей. Округлую стену апсиды пронизывают два небольших окна.
В интерьере высокий зал церкви имеет сводчатый пол на упругих арках. Над апсидой находится конховый свод. Боковые стены интерьера украшены дорическими пилястрами, проходящими между оконными проемами. У входа есть хоровая галерея с деревянной оградой. Кирпичный алтарь также выполнен в стиле барокко в виде декоративной стенки. Имеет единую ось симметрии и три вертикальные части, нижняя решена массивной плитой, главная средняя украшена коринфскими пилястрами, верхняя меньшего размера, отделана барочными криволинейными контурами. На противоположных стенах апсиды сохранились два надгробия конца XVIII века (погребения в склепе в центре храма под полом). Настенная роспись не сохранилась.
- Церковь на старых фотографиях
- Костёл после перестройки в православную церковь, 1900 г.
- Костёл после преобразования в православный храм, 1918 год.
- Фасад костёла, 1930-е гг.
- Здание со стороны улицы Несвижской, 1930-е гг.